# František Řehoř
František Řehoř (16. prosince 1857 Stěžery – 6. října 1899 Praha) byl český etnograf, zaměřený na studium Rusínů, Ukrajinců a dalších národností v Haliči a Bukovině.

## Život
Studoval vyšší reálku v Hradci Králové. Roku 1877 se s rodiči odstěhoval do obce Volkov u Lvova, kde získali do pronájmu statek benediktinského řádu. Na Františka udělalo nové prostředí velký dojem. Zaujal ho zejména archaický způsob života a hospodaření místních obyvatel – Poláků, Ukrajinců, Rusínů, Huculů a haličských Židů. Život mezi nimi si oblíbil a navázal tam množství kontaktů.
Ačkoli všechny poznatky získával jen samostudiem, brzy se stal uznávaným odborníkem na haličský národopis. V roce 1880 napsal první článek – O výrobě plátna u Rusínů východo-haličských – pro Listy Průmyslové. Po něm následovala řada dalších, v různých časopisech: Světozor, Osvěta, Květy, Musejník, Lumír, Slovanský sborník, Vesna, Ruch, Zlatá Praha, Zprávy z tržnice, Národní listy a j. Celkem napsal asi sto článků.
Významná byla jeho činnost sběratelská. Během 13 let pobytu v Haliči (1877–90) shromáždil 2000 knih, které věnoval knihovně Musea Království českého, a po návratu postupně doplnil ještě dalších 600. Získal také množství předmětů – modelů staveb, řemeslnických nástrojů, hraček, hudebních nástrojů, výšivek, domácích ozdob, keramiky, kraslic a oděvů, které předal Náprstkovu muzeu. Po roce 1895 pomáhal při vzniku Českoslovanského národopisného muzea (dnes součást Národního muzea). Ceněná byla i jeho huculská sbírka (pro Náprstkovo muzeum) se svícny, vykládanými holemi, šperky a řezbami. Život v Haliči dokumentoval také na stovkách fotografií.
V Haliči si získal řadu přátel. K nejvýznamnějším patřili národní buditel Volodymir Šuchevyč a spisovatel Ivan Franko. Když se v roce 1890 stěhoval do Prahy, předal svou rozsáhlou českou knihovnu ukrajinskému spolku Prosvita. Sdružení mu pak v následujících letech zasílalo časopisy, knihy i jiné zajímavé předměty. Když roku 1891 přijela rusínská delegace vedená V. Šuchevyčem do Prahy na jubilejní výstavu, Řehoř ji doprovázel. Při té příležitosti napsal článek Rusíni k nám, v němž popsal, jaký respekt mají Rusíni k úspěchům Čechů v kulturní i hospodářské oblasti.
Po návratu do Čech roku 1890 pracoval jako úředník pro pražskou obec za plat 36 zlatých měsíčně. Pokračoval v psaní článků, pomáhal tvořit muzejní sbírky, napsal přes 160 hesel do Ottova slovníku naučného. K jeho českým spolupracovníkům patřil Edvard Jelínek, z mladší generace pak Ludvík Kuba a Adolf Černý. Snažil se i o souborné knižní vydání svých výzkumů, ale žádný z nakladatelů mu nevyhověl z obav před finanční ztrátou. Jeho dílo tak dodnes zůstává rozptýleno po časopisech.
Za zásluhy o haličský národopis a vzájemné poznání kultur ziskal ocenění:
- Čestné členství ve lvovském rusínském spolku Prosvita (1888[5] nebo 1890[4])
- Členství ve společnosti Musea Království českého (1894)[5]
- Dopisující členství haličského národopisného sdružení Towarzystwo Ludoznawcze (1895)[5]

Zemřel na tuberkulózu, pohřben byl na Olšanských hřbitovech.